# Амвракия
Амвраки́я (греч. Αμβρακία, Λιμναία, Στάνου, Βάλτος) — пресноводное озеро на западе Греции.
Озеро треугольной формы, с крутыми западными берегами, на севере мелководно и обильно поросши тростником.
Площадь его водной поверхности — 14,2 км². Глубина озера может достигать 40 м. В длину озеро достигает 13,8 км, в ширину — 3,8 км. Длина береговой линии — 31 км. Площадь водосбора составляет 112 км².
Температура поверхностного слоя воды в летние месяцы около 25 градусов Цельсия и после зимнего перемешивания — 12-15 градусов Цельсия.